# Rolldabeats
Rolldabeats е онлайн база данни и интернет форум за дръм енд бейс музика. Създаден е през 2005 г. от Тийс Енгелс и Том „Хейст“ Джонсън. През ноември 2022 г. сайтът става неактивен, но през септември 2023 г. е частично възстановен.

## История
През декември 2001 г. стартира сайтът Tarzan, онлайн база данни с музикални издания, събрани от музикалната колекция на Тийс Енгелс. Скоро след това е разширен с помощта на редовни сътрудници във форума, особено списъци с песни на микстейпове и неиздавани песни.
През февруари 2005 г. сайтът е преработен от Том „Хейст“ Джонсън (който е сред сътрудниците на форума) и пуснат отново като Rolldabeats. Става съсобственост на Тийс Енгелс и Том „Хейст“ Джонсън и се поддържа от малък екип от модератори на сайта. Разраства се базата данни, като събира информация за над 100 000 песни, издадени от повече от 20 000 изпълнители, и се превръща в алтернатива на Discogs.